# Лакмос
Лакмос (греч. Λάκμος) — горы в Греции, часть Северного Пинда. Находятся в западной части страны, на границе периферийных единиц Янина в периферии Эпир и Трикала в периферии Фессалия. Длина составляет примерно 30 км, а ширина — около 25 км. Высочайшая вершина — гора Перисте́ри (Περιστέρι) или Цукарела (Τσουκαρέλα), высота которой составляет 2294 м над уровнем моря.
Севернее горы находится перевал Зигос, через который проходит автострада 2 «Эгнатия», часть европейского маршрута E90.
В древности горы были известны как Лакмон (Λάκμων).